# Finsko na Zimních olympijských hrách 1984
Finsko na Zimních olympijských hrách 1984 v Sarajevu reprezentovalo 45 sportovců, z toho 40 mužů a 5 žen. Nejmladším účastníkem byl Marjo Matikainen (19 let, 9 dní), nejstarší pak Jorma Valtonen (37 let, 47 dní). Reprezentanti vybojovali 13 medailí, z toho 4 zlaté, 3 stříbrné a 6 bronzových.

## Medailisté
| Medaile | Jméno                                                                    | Sport              | Disciplína                  |
| ------- | ------------------------------------------------------------------------ | ------------------ | --------------------------- |
| Zlato   | Marja-Liisa Hämäläinenová                                                | Běh na lyžích      | Ženy 5 km                   |
| Zlato   | Marja-Liisa Hämäläinenová                                                | Běh na lyžích      | Ženy 10 km                  |
| Zlato   | Marja-Liisa Hämäläinenová                                                | Běh na lyžích      | Ženy 20 km                  |
| Zlato   | Matti Nykänen                                                            | Skoky na lyžích    | Muži - velký můstek (K120)  |
| Stříbro | Aki Karvonen                                                             | Běh na lyžích      | Muži 15 km                  |
| Stříbro | Jouko Karjalainen                                                        | Severská kombinace | Muži jednotlivci            |
| Stříbro | Matti Nykänen                                                            | Skoky na lyžích    | Muži - střední můstek (K90) |
| Bronz   | Harri Kirvesniemi                                                        | Běh na lyžích      | Muži 15 km                  |
| Bronz   | Juha Mieto Aki Karvonen Harri Kirvesniemi Kari Ristanen                  | Běh na lyžích      | Muži - štafeta 4 x 10 km    |
| Bronz   | Aki Karvonen                                                             | Běh na lyžích      | Muži 50 km                  |
| Bronz   | Eija Hyytiainen Marja-Liisa Hämäläinenová Marjo Matikainen Pirkko Määttä | Běh na lyžích      | Ženy - štafeta 4 x 5 km     |
| Bronz   | Jukka Ylipulli                                                           | Severská kombinace | Muži jednotlivci            |
| Bronz   | Jari Puikkonen                                                           | Skoky na lyžích    | Muži - střední můstek (K90) |